# Macromotettixoides aelytra
Macromotettixoides aelytra är en insektsart som först beskrevs av Zheng, Z., K. Li och F-m. Shi 2002.  Macromotettixoides aelytra ingår i släktet Macromotettixoides och familjen torngräshoppor. Inga underarter finns listade i Catalogue of Life.